# Guiorgui Kvirikachvili
 (août 2017).
Guiorgui Kvirikachvili, (en géorgien : გიორგი კვირიკაშვილი), né le 20 juillet 1967 à Tbilissi, est un homme d'État géorgien, membre du parti Rêve géorgien. Il est Premier ministre du 30 décembre 2015 au 13 juin 2018.

## Biographie
Le 13 juin 2018, il remet sa démission à la suite de manifestations provoquées par la situation économique et pour exiger son départ à la suite d'un scandale judiciaire.